# Francesc Dassió
Francesc Dassió, també conegut en la forma llatinitzada del cognom Deci, Decius o Decio, (Regne de València, segle XVI - Regne de València, segle XVI) fou un escriptor i professor universitari humanista valencià.
Fou el preceptor del sacerdot i comanador de l'orde de Montesa Enric de Borja, a qui escriví l'obra Colloquium cui titulus Paedapechtia, publicada el 1536 a València, sobre les Guerres d'Itàlia, el conjunt d'encontres bèl·lics que hi hagué entre Carles V del Sacre Imperi Romanogermànic i Francesc I de França. Des de 1535 exercí com a catedràtic d'oratòria a la Universitat de València i hi introduí com a text escolar un compendi del De copia uerborum d'Erasme de Rotterdam, que edità a València el 1548. També fou autor de diversos discursos acadèmics d'elogi a les ciències i lletres i en favor de la dignitat humana i universitària, com ara De re litteraria asseranda oratio, publicat a València el 1534, en el qual lloa el filòsof Joan Salaia, i De scientiarum et Academia Valentinae laudibus, publicat a València el 1547, en el qual elogia Joan Lluís Vives, un dels màxims exponent de l'Humanisme europeu. Al llarg de la seva trajectòria, tingué com a mecenes l'aristòcrata Joan de Borja, 2n duc de Gandia.